# Stäkror
För fågelsläktet Oenanthe, se Stenskvättor
Stäkror (Oenanthe) är ett släkte inom familjen flockblommiga växter. De flesta arter inom släktet växer i mycket fuktig jord, våtmarker eller i vatten. Flera av dem är extremt giftiga, och det aktiva giftet är oenanthotoxin. Arten O. javanica är dock inte alls giftig utan odlas istället i flera länder i östra Asien, men även i Italien och Indien, där de späda skotten äts som grönsak.

## Namn
Oenanthe är också det vetenskapliga namnet på fågelsläktet stenskvättor. Namnet härstammar från grekiskans oenos (οίνος) "vin" och anthos (ανθός) "blomma" och refererar för stäkrorna till dess vinluktande blommor. För fågelsläktet refererar det till att stenskvättan (O. oenanthe) anländer till Grekland om våren just då vinrankorna blommar.

## Arter
- Oenanthe aquatica
- Oenanthe crocata
- Oenanthe fistulosa
- Oenanthe fluviatilis
- Oenanthe javanica
- Oenanthe lachenalii
- Oenanthe laciniata
- Oenanthe peucidanifolia
- Oenanthe pimpinelloides
- Oenanthe sarmentosa
- Oenanthe silaifolia